# Tatort: Das schwarze Grab
Das schwarze Grab ist der Titel der dritten Tatort-Folge mit Maximilian Brückner und Gregor Weber als neues Saarbrücker Tatort-Gespann Kappl und Deininger. Das Drehbuch geht zurück auf Martin Conraths Kriminalroman Das schwarze Grab. Kappl wird während einer Ermittlung unter Tage eingeschlossen und Deininger ermittelt über Tage trotz einer schweren Gehirnerschütterung weiter.
Die 704. Tatort-Folge wurde am 14. September 2008 im Ersten erstmals ausgestrahlt.

## Handlung
Als Kriminalhauptkommissar Franz Kappl mit David Steinmetz sprechen möchte, teilt ihm dessen Bruder Mark mit, dass er noch in der Karlsgrube im Bergwerk sein müsse. Zeitgleich findet unter Tage ein Festakt statt, da die Grube in Kürze geschlossen werden soll. Die Reaktionen darauf sind heftig und sehr unterschiedlich, je nachdem, auf welcher Seite man steht. Während Kappl, der sich entschlossen hat, mit einzufahren, um mit David Steinmetz zu sprechen, mit dessen Bruder Mark Steinmetz nach unten fährt, erfolgt eine gewaltige Explosion und um den Kommissar herum wird geschrien und durcheinandergerannt. Kappl befindet sich im Zentrum dieses Tohuwabohus und wird Zeuge, wie die Bergleute Steiger Mark Steinmetz einen Helm überreichen, der dem ranghöchsten unter Tage zusteht. Der Kommissar teilt David Steinmetz mit, dass seine Frau einem Mord zum Opfer gefallen sei. Auch unter Tage gibt es einen Toten, den Staatssekretär Dr. Heinz Barenz sowie einige Schwerverletzte. Barenz war über einen langen Zeitraum Gutachter, der maßgeblich bestimmte, wo unter Tage Kohle abgebaut werden sollte. Außerhalb der Grube herrscht Anspannung und Hektik, Rettungsmaßnahmen werden eingeleitet. Es wird festgestellt, dass 34 Personen auf Sohle 8 festsitzen und nach derzeitigen Erkenntnissen der Förderkorb abgestürzt sein muss. Die Frage steht im Raum, ob es sich um Sabotage handelt. Mark Steinmetz versucht derweil, die Bergleute und die Gäste des Festaktes zu beruhigen, und beschwört sie, dass man oben nicht eher ruhen werde, bis man sie rausgeholt habe. Er hilft den anderen und gibt Anweisungen, wie man sich in dieser Situation zu verhalten habe. Gegenüber Kappl bleiben die Männer misstrauisch. David will von dem Kommissar wissen, wie seine Frau gestorben sei. Er erzählt ihm, dass ihm in der Gerichtsmedizin erzählt worden sei, dass sie keine Schmerzen gehabt habe, ein gezielter Schlag mit einem Bergmannseisen habe zum Tode geführt. Kappl fragt ihn, ob er einen Edgar Simmerling kenne. David meint, er habe Edgar nicht die Frau ausgespannt und könne nichts dafür, dass Simmerling danach angefangen habe zu trinken. Mark Steinmetz erzählt seinem Bruder, dass seine Frau Wiebke noch gelebt habe, als er gegangen sei.
Kappl bekommt Gelegenheit, mit seinem Kollegen Kriminalhauptkommissar Stefan Deininger übers Telefon zu sprechen. Es sieht ganz so aus, als hätte jemand den Absturz des Fahrkorbs geplant. Kurz zuvor wurde noch Wasservorrat für circa zwei Wochen geordert. Kappl erleidet in der für ihn ungewohnten Umgebung einen kleinen Schwächeanfall. Unter den Männern verbreitet sich schon das inoffizielle Gerücht, dass es sich um einen Anschlag gehandelt habe. David Steinmetz erzählt dem Kommissar derweil, dass seine Kumpel es nicht verstanden hätten, dass er Edgar Simmerling, wie sie es formuliert hätten, die Frau weggenommen habe. Unter den Bergleuten gäbe es einen gewissen Ehrenkodex. In Wirklichkeit habe sich Wiebke aber schon lange Zeit vorher von ihrem ersten Mann getrennt. Kappl erfährt weiter, dass der Vater der Brüder Steinmetz ebenfalls Bergmann war und sich nach seiner Frühpensionierung im Alter von 53 Jahren erhängt hat. Er habe es nicht ertragen, nicht mehr gebraucht zu werden. Mark habe sich nach dem Tod des Vaters sehr verändert und sich voll auf seinen jüngeren Bruder David konzentriert. Er habe sich dann auf einen Posten über Tage versetzen lassen, da er nicht bei seiner eigenen Beerdigung, womit er die Schließung der Grube gemeint habe, dabei sein wollte.
Während Mark Steinmetz den Leuten mitteilt, dass ihre Angehörigen eingetroffen seien, vernimmt Kappl die Anwesenden unter Tage einzeln und spricht auch mit dem angeblichen Reporter Heiner Dietz, der es versteht, die Menschen in dieser schwierigen Situation immer wieder gegeneinander auszuspielen und aufzuheizen. In einem Gespräch mit der Gerichtsmedizinerin Dr. Rhea Singh, die sich um Kappl sorgt, erzählt er ihr, dass der tote Barenz einen auffälligen Einstich am Hals aufweise. Außer Dietz versucht auch der Wettersteiger Rüdiger Conradi, die Eingeschlossenen immer wieder aufzuwiegeln. Dietz sei durch seine Hasstiraden gegen die Grube bekannt, meint eine junge Frau und fügt halb fragend hinzu, aber erst durch die Arbeit in den Gruben sei der Wohlstand des Saarlandes doch aufgebaut worden, wenn man das mal hinterfrage.
Deininger und seine Leute haben inzwischen festgestellt, dass sich im gesamten Tatbereich um die tote Wiebke Steinmetz Fingerspuren von Simmerling befinden. Bei einer Durchsuchung in seinem Haus werden Sprengstoffspuren entdeckt. Als Deininger und sein Kollege Ben Müller Simmerling stellen, schafft dieser es, Deininger einen Knüppel über den Schädel zu schlagen. Im Krankenhaus wird eine schwere Gehirnerschütterung diagnostiziert. Simmerling ist bei dem Zwischenfall ebenfalls verletzt und in die Klinik eingeliefert worden. Als Deininger ihn einige Zeit später in seinem Zimmer aufsucht und ein Geständnis von ihm will, reagiert er ziemlich über und meint, das wäre eine Falle, er könne doch niemals die Frau umbringen, die er immer noch liebe. Sie hätte ihn doch angerufen und um Hilfe gebeten, die Tür sei offen gewesen und er habe sie tot vorgefunden. Eine Überprüfung ergibt, dass es tatsächlich einen Anruf vom Haus Steinmetz zu Simmerling gab. Bei einer Durchsuchung der Wohnung Steinmetz werden Spritzen mit dem Gift der Pflanze Eisenhut gefunden und auch ein Fax, mit dem das Wasser für unter Tage geordert worden ist.
Als Kappl sich unter Tage in Begleitung von David Steinmetz noch einmal in einem Nebenschacht umsehen will, geht ganz plötzlich das Licht aus und kurz darauf wieder an und ein sehr großer Bagger rollt auf den Kommissar zu. Nach hinten gibt es kein Ausweichen und Kappl steht Todesängste aus. Als David im letzten Moment wieder auftaucht, verlässt ein Mann das Gefährt fluchtartig. Kurz darauf kommt es zwischen den Männern zu einer Schlägerei, wobei sich die Aggressionen vor allem gegen Heiner Dietz richten. Man vermutet, dass er Barenz getötet hat. Als Kappl sich schützend vor ihn stellt, verlangen die mit Eisenstangen bewaffneten Männer seine Herausgabe. Dann geht erneut das Licht aus und Dietz ist verschwunden. Kurz bevor die Retter nahen, sehen Kappl und David Steinmetz, wie Mark jemanden bedroht. Es stellt sich heraus, dass er Wiebke getötet hat. Er hätte es tun müssen, meint er. Sie habe herausbekommen, dass er plane, allen einmal vorzuführen, wie das sei, unter Tage eingesperrt zu sein. Und an seinen Bruder gewandt, ob er nicht verstehe, dass er es für ihren Vater getan habe und es keine andere Möglichkeit gegeben habe. David schaut seinen Bruder fassungslos an und haut ihm dann etwas über den Kopf, wobei er schreit: „Du hast alles kaputtgemacht, du hast meine Frau umgebracht. Ich bin nicht dein Eigentum.“ Dann bricht er über seinem Bruder zusammen und stößt immer wieder hervor: „Du bist nicht mehr mein Bruder.“ Kurz darauf ziehen Rettungskräfte auch Kappl und David und Mark Steinmetz aus dem Stollen. Von den Kollegen wird Kappl freudig begrüßt. Mark Steinmetz wird festgenommen.

## Produktionsnotizen
Gedreht wurde diese Folge vom 19. Februar bis in den März 2007 in Saarbrücken und Umgebung sowie im ehemaligen Grubengelände Luisenthal und im Bergwerk Reden.
Es handelt sich um eine Produktion des Saarländischen Rundfunks in Zusammenarbeit mit der ARD-Degeto Film. Produktionsfirma war die Askania Media, Telefilm Saar. Die Redaktion lag bei Inge Plettenberg.
Der ausländische Titel der Folge ist The black grave. Die Arbeitstitel lauteten 5 Tage Angst und Schwarzes Grab. Für den Saarländischen Rundfunk war dieser Tatort der erste Film, der im Bergwerksmilieu spielt. Wie der Sender selbst angab, war diese Folge die zugleich aufwändigste in der bisherigen Sendergeschichte. Während der Dreharbeiten wurde das Team von einem Filmteam begleitet, das ein Making of Mord auf Sohle 8 unter der Leitung von Dietmar Noss drehte, das vor der Erstausstrahlung der Tatort-Folge gesendet wurde.

## Rezeption

### Einschaltquoten
Bei der Erstausstrahlung der Folge Das schwarze Grab am 14. September 2008 schalteten 7,24 Mio. Zuschauer ein, was einem Marktanteil von 21,6 % entsprach. Im Saarland schalteten 230.000 Zuschauer ein, womit das Ermittler-Duo Kappl/Deininger im Saarland einen Marktanteil von 46,1 % erreichen konnte.

### Kritiken
TV Spielfilm meinte: „Ungewöhnlicher, etwas überladener Wer-war’s?-‚Tatort‘, der packend vom Strukturwandel erzählt.“ Fazit: „Nicht ganz rund, aber um Realismus bemüht.“
Rainer Tittelbach war der Ansicht, „so gut die Idee vom ‚Tatort‘-Krimi unter Tage auch ist, die Ausführung lässt zu wünschen übrig. Dass ‚Das schwarze Grab‘ von Gregor Schnitzler (‚Soloalbum‘) und Autor Thomas Kirchner dramaturgisch wie filmästhetisch ein bisschen grob daherkommt, erklärt sich nur zum Teil durch den angestrebten Realismus des Films – sprich das Bergarbeitermilieu. Vieles ist handwerklich ungenau. Und selten hat man zuletzt einen ‚Tatort‘ gesehen, dessen Fall so krude konstruiert ist und den Zuschauer mit so vielen Ungereimtheiten zurücklässt.“
Marco Maurer von der Süddeutschen Zeitung meinte, dass sich bereits aus der Anfangssequenz „ein ästhetisch exzellenter Krimi“ entwickle, bei dem nicht „das Warum der Tat im Zentrum“ stehe, „sondern das sogenannte Whodunit, das ‚Wer hat es getan?‘“ Es sei „ein psychologisches Spiel in einer Extremsituation und die Psychologie der Figuren [sei] gut gewählt.“
Torsten Wahl von der Berliner Zeitung hob die Leistung von Tobias Oertel hervor und meinte, dass er „hier seine Klasse als Charakterdarsteller beweis[e]. Maximilian Brückner schließlich gewinn[e] in seinem dritten Saarland-‚Tatort‘ deutlich an Statur. Wie sein Kappl über sich hinaus[wachse], nicht nur gegen die aufkommenden Beklemmungen ankämpf[e], sondern die explosive Lage immer wieder entschärf[e], das beeindruck[e] und weck[e] Hoffnungen für die nächsten Fälle.“
Das Fernsehmagazin prisma befindet: „Regisseur Gregor Schnitzler (‚Die Hitzewelle – Keiner kann entkommen‘, ‚Die Wolke‘) hat hier weniger einen Krimi als ein Sozialdrama inszeniert, in dem er die Problematik der Bergwerksschließungen im Saarland zeigt. Autor Thomas Kirchner (‚Das Wunder von Berlin‘, ‚Mord am Meer‘) lieferte nach ‚Schleichendes Gift‘ und ‚Macht der Angst‘ hier bereits seine dritte Vorlage für die populäre Krimiserie.“